# Жанибекски район
Жанибекски район (на казахски: Жәнібек ауданы) е съставна част на Западноказахстанска област, Казахстан, обща площ 7991 км2 и население 16 079 души (по приблизителна оценка към 1 януари 2020 г.). Административен център е село Жанибек.